# تشينغ هي هوانغ
تشينغ هي هوانغ (بالإنجليزية: Ching-He Huang)‏ هي مقدمة تلفزيونية وكاتِبة بريطانية، ولدت في 28 نوفمبر 1978 في تايوان.